# Alaskacephale
Alaskacephale (лат., буквально: голова из Аляски) — род динозавров из семейства пахицефалозаврид, включающий один вид — Alaskacephale gangloffi. Обитали в верхнемеловую эпоху (кампан) на территории современного штата Аляcки (США).

## История исследований
Голотип UAMAK-493-V-001 был найден R. A. Gangloff, A. R. Fiorillo, D. W. Norton в 2005 году в формации Принц-Крик (Аляска) и описан как неизвестный пахицефалозаврид, возможно являющийся пахицефалозавром. Окаменелость головы включает квадратную кость со швом, аналогичную ранее описанному пахицефалозавру. Позже Робертом Салливан высказал мнение, что этот «шов» — отличительный признак аляскоцефала от пахицефалозавра, поэтому образец UAMAK-493-V-001 не может принадлежать в пахицефалозавру, несмотря на остальные объединяющие признаки.
Alaskacephale был выделен в отдельный род Салливаном в 2006 году и получил название по штату Аляске, где были найдены окаменелости. Видовое название gangloffi дано в честь палеонтолога Роланда Ганглоффа, руководителя группы, нашедшей голотип.
По размерам найденной окаменелости можно предположить, что Alaskacephale был примерно в 2 раза меньше пахицефалозавра.